# Hipohondrija
Hipohondrija je psihički poremećaj koji se očituje u neprestanoj usredotočenosti osobe na svoje fizičko zdravlje, bez objektivne osnovanosti. Zbog vrlo složenog psihološkog mehanizma hipohondriju je teško diferencijalno-dijagnostički razlikovati od stvarnog poremećaja. Nedostatak objektivnih pokazatelja bolesti ili poremećaja, kao i uočljiva simulacija mogu ukazati da je u pitanju hipohondrija.